# Salmon Portland Chase
Salmon Portland Chase (Cornish, 13 gennaio 1808 – New York, 7 maggio 1873) è stato un politico e giurista statunitense.

## Biografia
I suoi genitori furono Ithmar Chase e Janet Ralston, perse il padre all'età di nove anni, venne dunque cresciuto da suo zio, Philander Chase. Studiò legge con l'allora procuratore generale William Wirt e iniziò la pratica legale a Cincinnati. Divenne un attivista per l'abolizione della schiavitù e difese frequentemente schiavi fuggitivi nelle cause. Chase lasciò il Partito Whig nel 1841 per prendere la guida del Liberty Party in Ohio. 
Nel 1848 partecipò alla fondazione del Free Soil Party e spinse l'ex presidente degli Stati Uniti Martin Van Buren ad accettare la candidatura del partito per le elezioni presidenziali. Chase stesso fu eletto al Senato l'anno seguente e si oppose sia al compromesso del 1850 sia al Kansas-Nebraska Act. Nel periodo di instabilità seguito alla legge Kansas-Nebraska, Chase contribuì alla creazione del Partito repubblicano, che si opponeva all'estensione della schiavitù nei nuovi territori all'ovest. Dopo aver lasciato il Senato, Chase fu governatore dell'Ohio dal 1856 al 1860.
Chase cercò la candidatura del suo partito a presidente per le elezioni del 1860, ma la scelta della convention nazionale cadde su Abraham Lincoln. Dopo aver vinto le elezioni, Lincoln chiese a Chase di diventare segretario al Tesoro. Ricoprì tale incarico dal 1861 al 1864, impegnandosi per trovare finanziamenti durante la guerra di secessione. Chase si dimise nel giugno 1864, ma continuò ad essere appoggiato dai Repubblicani radicali. Tentando di venire incontro a questa fazione del suo partito, Lincoln nominò Chase a presidente della Corte suprema per succedere a Roger Taney, alla morte di questi.
Chase fu presidente della Corte suprema dal 1864 fino alla sua morte, nel 1873. Presiedette il processo tenuto al Senato di messa in stato d'accusa del presidente Andrew Johnson nel 1868. Benché presidente della Corte suprema, Chase continuò a presentarsi per la candidatura a presidente degli Stati Uniti, senza successo, prima con il Partito Democratico nel 1868 e poi con il Partito Liberal Repubblicano nel 1872.